# Sambo
Il Sambo, acronimo traslitterato dal cirillico di САМозащита Без Оружия (SAMozaschita Byez Oruzhiya), ovvero "difesa personale senz'armi", è un'arte marziale di origine sovietica sviluppata a partire dagli anni venti del XX secolo come metodo di lotta destinato all'addestramento dei soldati dell'Armata Rossa. Questo tipo di arte marziale assomiglia molto al Judo e al Jujutsu, anche se comprende una gamma più vasta di movimenti eseguibili.

## Storia
I pionieri del Sambo furono Viktor Spiridonov e Vasilij Oščepkov. Oščepkov ha trascorso diversi anni vivendo in Giappone, allenandosi nel Judo, sotto il suo fondatore Kanō Jigorō, e ottenendo così una cintura nera di secondo dan, essendo quindi il primo russo a riceverla direttamente da Jigorō . Morì in prigione a seguito delle Grandi purghe, dopo essere stato accusato di essere una spia giapponese. Oščepkov, dopo aver già prestato servizio all'Armata Rossa, venne incaricato di insegnare ai migliori soldati il combattimento a corpo libero. Lui, decise di insegnare loro una fusione di diverse arti marziali (principalmente il Judo, che aveva appreso in Giappone, ed il Jiu-Jutsu), gettando così, senza ancora saperlo, le prime fondamenta del SAMBO.

## Tecniche
Lo sport Sambo o Sambo wrestling (russo: Борьбa Самбо, romanizzato:  Bor'ba Sambo, lett. "Sambo Wrestling") è stilisticamente simile al judo antico e, in molti modi influenzato da esso, ma con alcune differenze nelle regole, protocolli e uniformi. Il Sambo, consente vari tipi di serrature alle gambe, come il vecchio Judo prima del divieto delle tecniche di Ashi Garami, pur non consentendo gli strangolamenti. Si concentra anche su lanci, lavori di base e sottomissioni, con pochissime restrizioni sulle prese. Il Sambo è uno stile internazionale di lotta amatoriale, riconosciuto dal Congresso FILA (ora UWW) nel 1966.

## Uniformi
Chi pratica il Sambo, indossa solitamente una giacca simile al keikogi utilizzato nelle arti marziali, detta kurtka o sambovka, dotata di passanti per la cintura. Si utilizzano dei pantaloncini del medesimo colore della giacca, la cui lunghezza non deve superare il ginocchio; ai piedi vengono portate scarpette simili a quelle utilizzate nella lotta olimpica, dette sambetki o bortsovki. L’aspetto esteriore dei praticanti non riflette in alcun modo il loro grado né la loro esperienza in combattimento. Durante i combattimenti, gli avversari indossano uniformi blu e rosse, in modo tale da poter essere distinti con maggior facilità.

## Gradi
Nel Sambo i gradi vengono assegnati a seconda del livello di esperienza. A seconda del grado, si hanno possibilità diverse. Ciascun grado è a sua volta suddiviso in 3 sottogradi, detti razryad. I gradi sono:
- Novičok (“Principiante”): può partecipare alle dimostrazioni di Sambo o alle gare. Le tecniche permesse si limitano all’utilizzo del braccio steso.
- Junošeskij Razrjad (“Junior”): può partecipare alle dimostrazioni o alle competizioni. Le tecniche permesse si limitano alla proiezione a terra e alla sottomissione.
- Vzroslij Razrjad (“Senior”): può partecipare a dimostrazioni, competizioni di Sambo sportivo e Freestyle, ma senza utilizzare pugni o calci.
- Kandidat Master (“Candidato a Master”): può partecipare a tutte le attività del grado precedente, utilizzare pugni e calci e allenare i principianti.
- Master: può eseguire tutto quanto previsto per il grado precedente, con l’aggiunta di poter utilizzare anche ginocchiate e gomitate. Un Master può inoltre tenere seminari.
- International Master: sono permesse tutte le attività del Master, con la facoltà aggiuntiva di poter allenare tutti gli studenti di Sambo e presiedere esami.
- Grand Master: il ruolo è simile a quello dell’International Master, ma si può partecipare attivamente alle decisioni della federazione.
- Učitel' (Grand Master “Distinto”): è il livello più alto in assoluto, che viene assegnato a personalità importanti del Sambo.[6]

## Il Sambo nei grandi eventi
Il Sambo è una delle discipline dei giochi mondiali. Il Sambo è stato incluso in una grande manifestazione nel 1983 ai IX Giochi panamericani che si svolsero a Caracas, in Venezuela, anche se rimase un evento isolato e non fu più ospitato in quella manifestazione. Riapparve in un evento multisportivo nel giugno 2015 durante i I Giochi europei, quale specialità dimostrativa.